# 星井博文
星井 博文（ほしい ひろぶみ、1977年 - ）は、
漫画原作作家・漫画家。

## 経歴
- 2006年『カードカタストルフィー』ヤングジャンプデビュー
- 2012年『未解決事件』グランドジャンプ連載
- 2012「Webのこと教えてホシイの」連載中（Web担当者フォーラム）[2]
- 2014「価格交渉人ネギリエ」連載（Web担当者フォーラム）[3] https://webtan.impress.co.jp/e/2014/06/30/17615
- 2014「グリップ ふたまる中ソフトテニス部」連載（ソフトテニス・マガジン）
- 2016「Ｗｅｂマーケッター瞳 シーズン5」連載中（Web担当者フォーラム）< https://webtan.impress.co.jp/e/2009/08/28/6324
- 2017「中西達夫のマンガで学ぶ統計学入門」（BOOKPEPOLE 小学館） http://bp.shogakukan.co.jp/rensai/0003/post_001/ukan.co
- 2018「デジマはつらいよ」（Web担当者フォーラム）https://webtan.impress.co.jp/e/2019/05/31/32793
- 2019「美月のRPA奮闘記」RPABANK連載　https://rpa-bank.com/column/20466/
- 2019「二代目！」BizHINT　https://bizhint.jp/report/379595
- 2020「破天荒フェニックス」comicブースト連載https://comic-boost.com/content/00790001

## 作品リスト
- 「夏虫」奨励賞
- 「コキュートス」佳作、月間ベスト
- 「カードカタストルフィー」ネーム原作、画あだちつよし、ヤングジャンプ仕事魂掲載
- 「マジックボックス」ネーム原作、画石田力也、ヤングジャンプ増刊号 漫太郎
- 「デスカッション」ネーム原作、画中道枝理子ヤングジャンプ増刊号 マンタロー2007
- 「ナツムシ」ネーム原作、画別天荒人
- 「ちゅうじょ」原作協力、作画中祥人
- 「お金でなく、人のご縁ででっかく生きろ」ネーム原作、画ユウダイ、サンマーク出版
- 「webマーケッター瞳」web連載
- 「すぐに使える定量分析」ネーム原作、PHP研究所
- 「マンガでわかる半導体」ネーム原作、画高山タカ、オーム社
- 「webマーケッター瞳2」web連載
- 「公開授業 政治学の授業」ネーム原作、画島崎昇子、著者岩渕美智子
- 「マンガでわかるWebマーケティング ―Webマーケッター瞳の挑戦！― 」漫画構成シナリオ、インプレスジャパン
- 「アナザースカイ」（内一本原作）、作画別天荒人、集英社
- 「コミック版世界の伝記(5) 野口英世」ネーム原作、ポプラ社
- 「漫画でわかるNLP」ネーム原作
- 「未解決事件〜グリコ森永事件編〜」単行本、ネーム構成、集英社
- 「クチコミページと社長ブログ、売上に貢献しているのはどちら? ~マンガでわかるウェブ分析」ネーム構成
- 「未解決事件〜グリコ・森永事件〜」グランドジャンプ連載

「未解決事件〜オウム真理教編〜」ネーム構成、単行本
- 「漫画でわかるNLP2」ネーム原作、作画サノマリア単行本
- 「ウォルト・ディズニー (コミック版世界の伝記)」ネーム原作、作画中祥人、ウォルト・ディズニー・カンパニー単行本

- 「マンガでやさしくわかるNLP」ネーム原作 単行本
- 「コミックエンジニア物語 未来を拓く高専のチカラ」ネーム原作 単行本
- 「マンガでやさしくわかるアドラー心理学」ネーム原作 単行本
- 「グリップ ふたまる中ソフトテニス部」ネーム原作 単行本
- 「マンガでやさしくわかるアドラー心理学2 実践編]」ネーム原作 単行本
- 「マンガでわかる！マッキンゼー式ロジカルシンキング]」ネーム原作 単行本
- 「マンガでやさしくわかるアサーション]」ネーム原作 単行本
- 「マンガでやさしくわかるアドラー心理学3 人間関係編]」ネーム原作 単行本
- 「マンガでよくわかる怒らない技術」ネーム原作 単行本
- 「価格交渉人ネギリエ」ネーム原作 電子書籍
- 「価格交渉人ネギリエ2」ネーム原作 電子書籍
- 「マンガでわかる！マッキンゼー式リーダー論]」ネーム原作 単行本
- 「マンガでやさしくわかる 認知行動療法]」ネーム原作 単行本
- 「マンガで身につく！続ける技術]」ネーム原作 単行本
- 「マンガでわかる 孫子式 戦略思考]」ネーム原作 単行本
- 「マンガでよくわかる 怒らない技術]」ネーム原作 単行本
- 「マンガ経営戦略全史 革新編]」ネーム原作 単行本
- 「マンガ経営戦略全史 確立編]」ネーム原作 単行本
- 「マンガでよくわかる インバスケット思考]」ネーム原作 単行本
- 「日本の歴史 日本のあけぼの 第一巻」原作 単行本
- 「日本の歴史 律令国家をめざして 第二巻」原作 単行本
- 「日本の歴史 仏教の都 第三巻」原作 単行本
- 「日本の歴史 鎌倉幕府の成立 第六巻」原作 単行本
- 「日本の歴史 武士の成長と室町文化 第七巻」原作 単行本
- 「まんがでわかる 伝え方が9割」ネーム原作 単行本
- 「マンガでわかるWebマーケティング ―Webマーケッター瞳の挑戦！― 改訂版」漫画構成シナリオ、インプレスジャパン
- 「まんがでよくわかる エッセンシャル思考」ネーム原作 単行本
- 「マンガでわかる ハーバード式経営戦略」ネーム原作 単行本
- 「リッツ・カールトンで学んだ マンガでわかる一流のおもてなし」ネーム原作 単行本
- 「まんがでわかる 地頭力を鍛える」ネーム原作 単行本
- 「マンガで身につく多動力」原作 単行本
- 「まんがでわかる交渉術」ネーム原作　単行本
- 「まんがでわかるLIFE　SHIFT」ネーム原作　単行本
- 「マンガビジネスモデル全史　新世紀篇」ネーム原作　単行本
- 「マンガビジネスモデル全史　創世記篇」ネーム原作　単行本
- 「マンガでわかる酒好き医師が教える最高の飲み方」シナリオ原作　単行本
- 「マンガでわかる！仮設思考」ネーム原作　単行本
- 「まんがで分かる 1分で心をつかむ話し方 (日経WOMAN別冊)」ネーム原作　単行本
- 「マンガ　宝くじで一億円当たった人の末路」シナリオ原作　単行本
- 「まんがでわかる「学力」の経済学」ネーム原作　単行本
- 「マンガでわかる！マッキンゼー式ロジカルシンキング」新書判　ネーム原作
- 「マンガ　ブランド人になれ！会社の奴隷開放宣言」原作　単行本
- 「マンガでわかる超カンタン統計学」ネーム原作　単行本
- 「まんがで身につく「伝える力」」シナリオ原作　単行本
- 「マンガ死ぬこと以外かすり傷」シナリオ原作　単行本
- 「マンガでわかるドローン」シナリオ原作　単行本
- 「まんがでわかる伝え方が9割」［強いコトバ］ネーム原作　単行本
- 「まんがでわかる　『have』の本」ネーム原作　単行本
- 「マンガでわかる　チーズはどこへ消えた？」シナリオ原作　単行本
- 「マンガ版　人生の勝負は、朝で決まる。」シナリオ原作　単行本
- 「マンガ　破天荒フェニックス　 オンデーズ再生物語」ネーム原作　単行本
- 「まんがでわかる　Ｔｈｉｎｋ　ＣＩＶＩＬＩＴＹ　「礼儀正しさ」こそ最強の生存戦略である」シナリオ原作　単行本
- 「まんがで身につく　ずるい考え方」シナリオ原作　単行本
- 「まんがでわかる　実録！中小企業のM＆A」シナリオ原作　単行本
- 「まんがでわかる　はじめての海外FX」シナリオ原作　単行本
- 「組織を自動化させる リーダーのための相性分析入門 〜1万人を分析してわかった!」シナリオ原作　単行本
- 「まんがでわかる自宅学習の強化書」シナリオ原作　単行本
- 「まんが　大富豪からの手紙」シナリオ原作　単行本
- 「まんがで身につく! これだけ! 決算書 ――仕事に使える「会社の数字」」シナリオ原作　単行本
- 「まんがで分かる その不動産、高値で売れます! 」シナリオ原作　単行本
- 「まんがでわかるライフシフト2」シナリオ原作　単行本
- 「たった1分でできて、一生が変わる！魔法の習慣　ハンディ」シナリオ原作　単行本
- 「マンガ経営戦略全史　新装合本版」ネーム原作　単行本
- 「攻めの法務　成長を叶える　リーガルリスクマネジメントの教科書」ネーム原作　単行本
- 「マンガ会社はこれからどうなるのか」シナリオ原作　単行本
- 「マンガ　天才を殺す凡人」シナリオ原作　単行本
- 「マンガビジネスモデル全史　新装合本版」ネーム原作　単行本